# Thraulodes bolivianicus
Thraulodes bolivianicus is een haft uit de familie Leptophlebiidae. De wetenschappelijke naam van de soort is voor het eerst geldig gepubliceerd in 1986 door Domínguez.